# Felix Gras

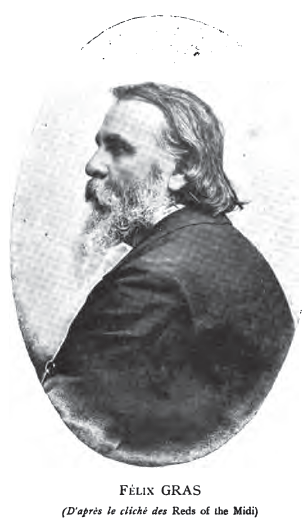

Felix Gras, född 3 maj 1846, död 4 mars 1901, var en provensalsk poet. Han var svåger till Joseph Roumanille.
Gras var en av Feliberförbundet främsta poeter. I förbundets kalender Armana provençau debuterade Gras med smärre dikter 1867. Hans första stora dikt Li carbounié ("Kolarna", 1876), ett lantligt epos i 12 sånger, prisbelönades. Därpå följde ett nytt stort epos i 12 sånger, Toloza (1882), som behandlade albigenserkriget. I Roumancero provençau (1887) besjöng Gras de gamla trubadurerna och deras tid. Prosaepiken odlade han i romanen Li papalino ("De påvlige i Avignon") och Li rouge dóu Miejour (De röda från Södern, svensk översättning av Mauritz Boheman 1896). Gras delade inte den starka provensalska separatismen.